# Escalera de mano

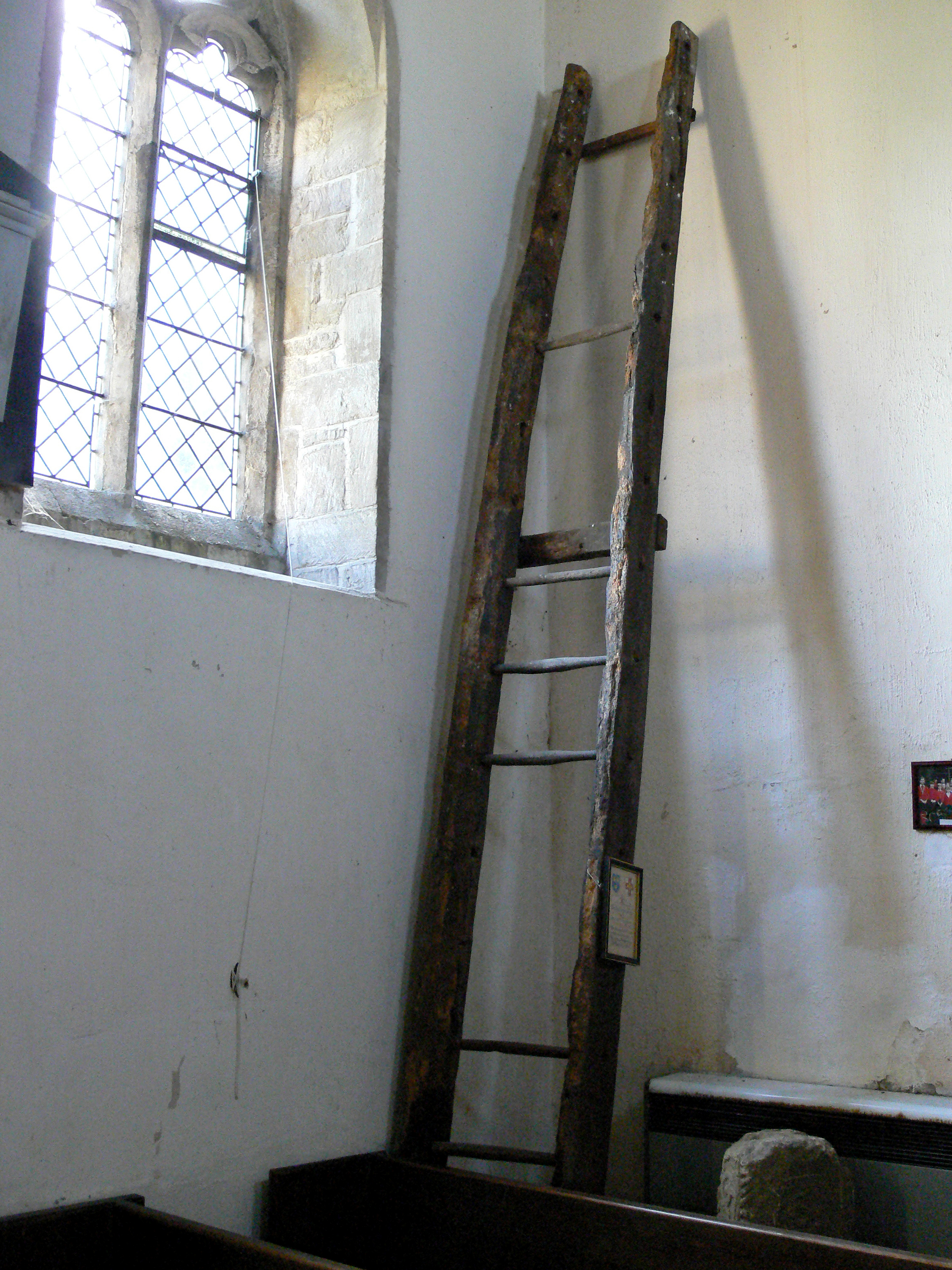
Escalera simple apoyable.

La escalera de mano, escalera portátil o escala es un armazón que sirve para que una persona pueda ascender y descender de lugares inaccesibles por encontrarse a distinta altura o nivel. Hay dos tipos: escaleras rígidas que son autoestables o que pueden apoyarse contra una superficie vertical como una pared, y escaleras rodantes, como las que están hechas de cuerda o aluminio, que se puede colgar de la parte superior. Las escaleras rígidas suelen ser portátiles, pero algunos tipos se fijan permanentemente a una estructura, edificio o equipo. Por lo general, están hechos de metal, madera o fibra de vidrio, pero se sabe que también están hechos de plástico resistente.

## Usos históricos
Las escaleras son herramientas y tecnología antiguas. Una escalera aparece en una pintura rupestre Mesolítica que tiene al menos 10 000 años de antigüedad, representada en las Cuevas de la Araña en Valencia, España. La pintura representa a dos humanos usando una escalera para llegar a un nido de abeja melífera salvaje para cosechar miel. La escalera se representa como larga y flexible, posiblemente hecha de algún tipo de hierba.

## Partes
Está compuesta por dos largueros de longitud variable unidos transversalmente a través de travesaños colocados de forma equidistante llamados peldaños o escalones que permiten el ascenso progresivo hasta la zona deseada. Son elementos fácilmente transportables por su ligereza. Originalmente se fabricaban de madera, actualmente el material más utilizado es el aluminio por su ligereza y porque permite uniones entre peldaños y largueros de mayor consistencia, que prolongan la vida útil de la escalera.

## Tipos y normativa

### Escaleras rígidas
De forma genérica, las escaleras de mano se pueden dividir en dos grupos:
- Apoyables. No tienen estabilidad por sí mismas y se deben de apoyar en el elemento a ascender: pared, fachada, etc.
- Autoestables o de tijera. Se sustentan por sí mismas.

También existen las siguientes:
- Corredera
- Telescópicas
- Con plataforma

Existen infinidad de modelos de escaleras de mano o portátiles en función de la altura, el número de tramos, articulaciones, etc. Algunos disponen de plataformas de trabajo, barandillas y elementos de anclaje para realizar tareas a determinada altura con total seguridad.
La normativa DIN EN 131 regula, a nivel europeo la fabricación y características de las escaleras.

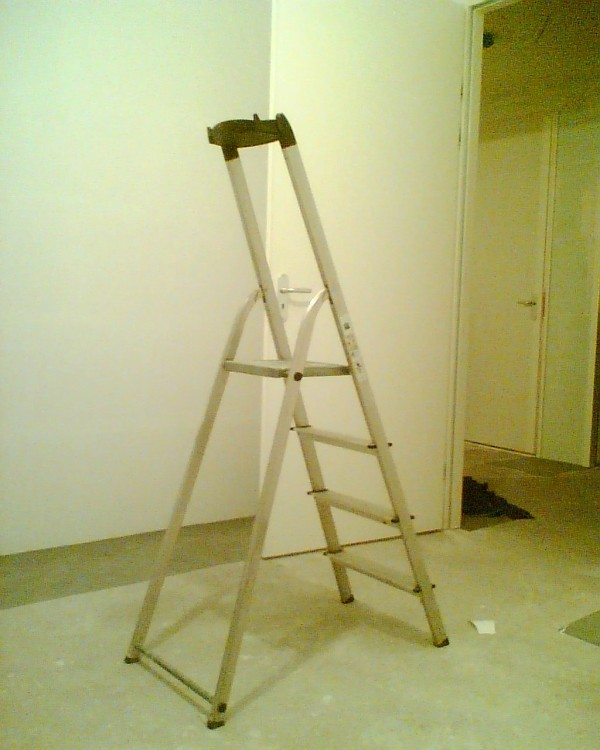
Escalera de plataforma
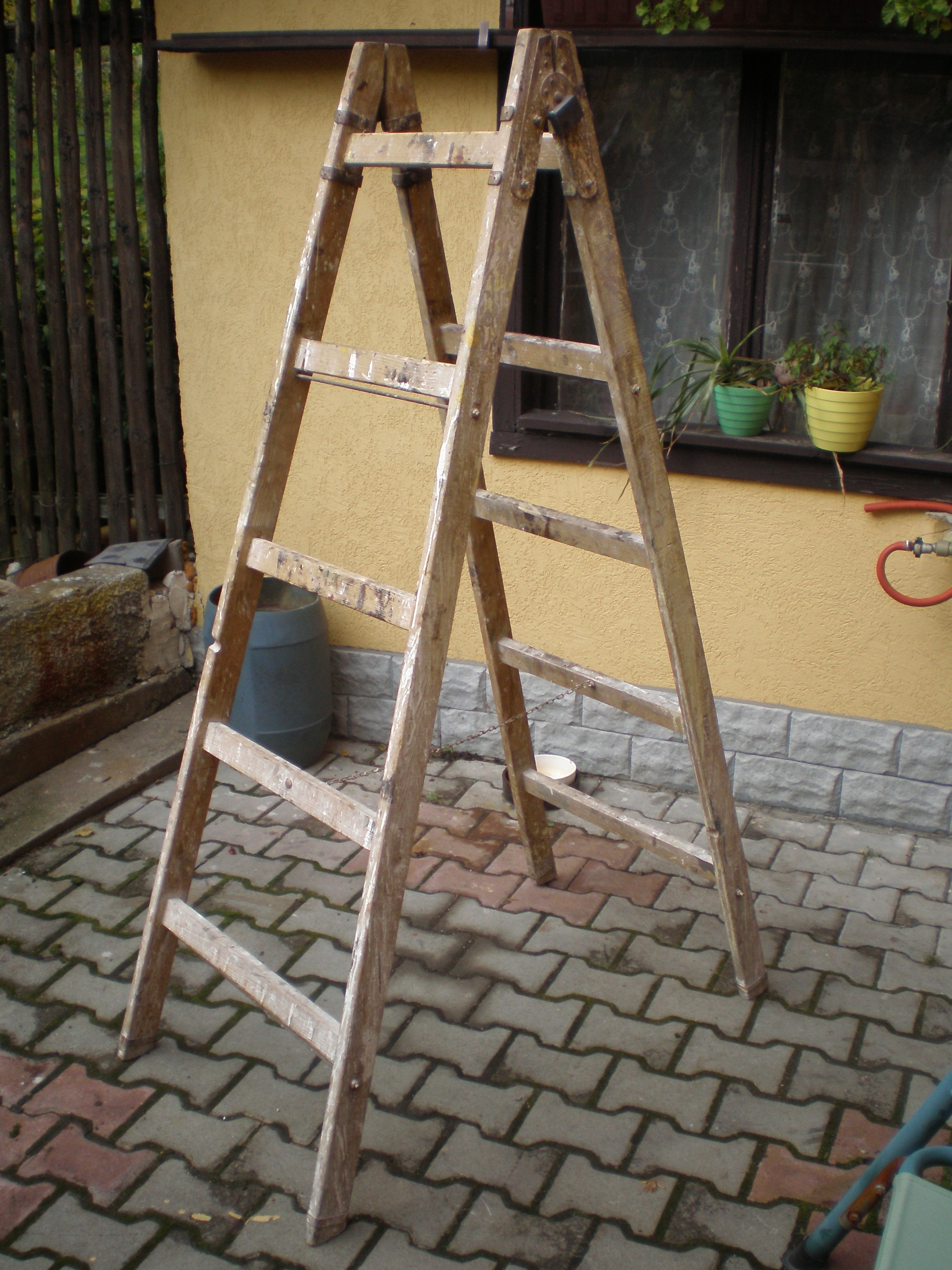
Escalera de tijera
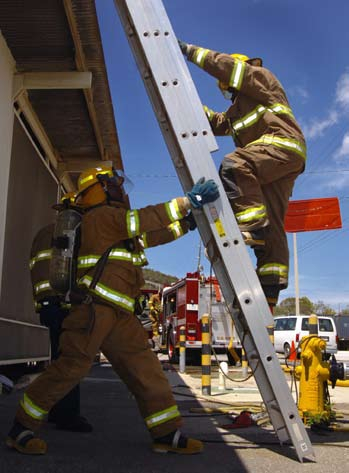
Escalera telescópica

Las escaleras rígidas están disponibles en muchas formas, tales como:
- Escalera de alojamiento, escalones portátiles que bajan por el costado de un barco para abordar.
- Escalera de asalto, utilizada en la guerra de asedio para ayudar a escalar paredes y cruzar fosos.
- Escalera de ático, tirada hacia abajo desde el techo para permitir el acceso a un ático o desván.
- Escalera de puente, una escalera colocada horizontalmente para actuar como un pasaje entre dos puntos separados por una caída.
- Escalera de embarque, una escalera utilizada para subir a un vehículo. Puede ser rígido o flexible, también escalones de acceso y escalera de baño.
- Escalera para gatos, un marco de escalera liviano que se usa en techos empinados para evitar que los trabajadores se deslicen.
- Escalera para pollos, una escalera que consta de un solo montante central con cada peldaño que sobresale a cada lado y que usan los pollos para subir a un gallinero.
- Escalera de árbol de Navidad, un tipo de escalera de abordaje para buceadores que tiene un solo riel central y está abierta a los lados para permitir que el buzo suba la escalera usando aletas.[3]
- Escalera contrapesada, una escalera fija con una parte inferior deslizante. Se utiliza un sistema de contrapesos para permitir que la parte inferior deslizante descienda suavemente cuando se suelta.
- Escalera de extensión o "escalera telescópica", una escalera fija dividida en dos o más tramos para un almacenamiento más conveniente; los tramos se pueden juntar para guardarlos o separarlos para expandir el largo de la escalera; Se puede instalar un sistema de polea para que un operador pueda extender fácilmente la escalera en el suelo y luego bloquearla en su lugar usando la persiana y trinquete. Las escaleras de extensión de 20 m, 15 m y algunas de 10 m para servicio de bomberos utilizan "postes de bangor", "postes de tormento" o "postes de soporte " para ayudar a levantarlos, girarlos, estabilizarlos, extenderlos, colocarlos, retraerlos y bajarlos debido al gran peso.
- Escalera fija, dos largueros unidos por varios peldaños; fijado a la estructura sin partes móviles.
- Escalera plegable, una escalera estilo escalera de tijera con una o más (generalmente no más de tres) bisagras unidireccionales. Ideal para usar en terrenos irregulares (por ejemplo, escaleras), como caballete o cuando está completamente extendida como escalera fija. Algunas variaciones cuentan con una bisagra unidireccional central con patas de bloqueo extensibles.
- Escalera de gancho, una escalera rígida con un gancho en la parte superior para sujetar el alféizar de una ventana; utilizado por los bomberos.
- Las escaleras móviles de seguridad son estructuras autoportantes que tienen ruedas o ruedecillas que las hacen fáciles de mover. A veces tienen una pequeña plataforma superior y un pasamanos para ayudar a subir y bajar los escalones.
- Escalera de huerto, una escalera de tijera de tres patas con la tercera pata hecha para que pueda insertarse entre las ramas de los árboles para la recolección de frutas.
- Escalera de plataforma, una escalera de tijera con un área de plataforma grande y un pasamanos superior para que el usuario la sostenga mientras trabaja en la plataforma.
- Escalera retráctil, una escalera que parece un tubo de desagüe pero que se puede desplegar instantáneamente cuando sea necesario.
- Escalera de techo, una escalera rígida con un gran gancho en la parte superior para sujetar la cumbrera de un techo inclinado.
- La escalera seccional, también conocida como escalera de constructor, tiene secciones que se separan y son intercambiables para que se pueda conectar cualquier cantidad de secciones.
- Escalera de tijera, una escalera portátil autoportante con bisagras en el medio para formar una V invertida, con soportes para mantener las dos mitades en un ángulo fijo. Las escaleras de tijera tienen escalones planos y un respaldo con bisagras.
- Escalera de baño, una escalera utilizada por los nadadores para salir del agua, a menudo en barcos.
- Escalera telescópica, comúnmente utilizada para referirse a un híbrido entre una escalera de tijera y una escalera de extensión con bisagras de 360 grados; tiene tres partes y se puede desmontar para formar escaleras de dos tijera; p.ej. Little Giant.
- Escalera de caballete, una escalera estilo "A-Frame" con una sección central telescópica.
- Escalera giratoria, una escalera de extensión instalada en una plataforma giratoria en la parte superior de un camión de bomberos.
- Escalera de elevación vertical, diseñada para subir a puntos altos y facilitar la suspensión en dichos puntos altos.
- Escalera X-deck, un diseño de escalera patentado en EE. UU. que es una combinación de escalera y andamio.[4][5]

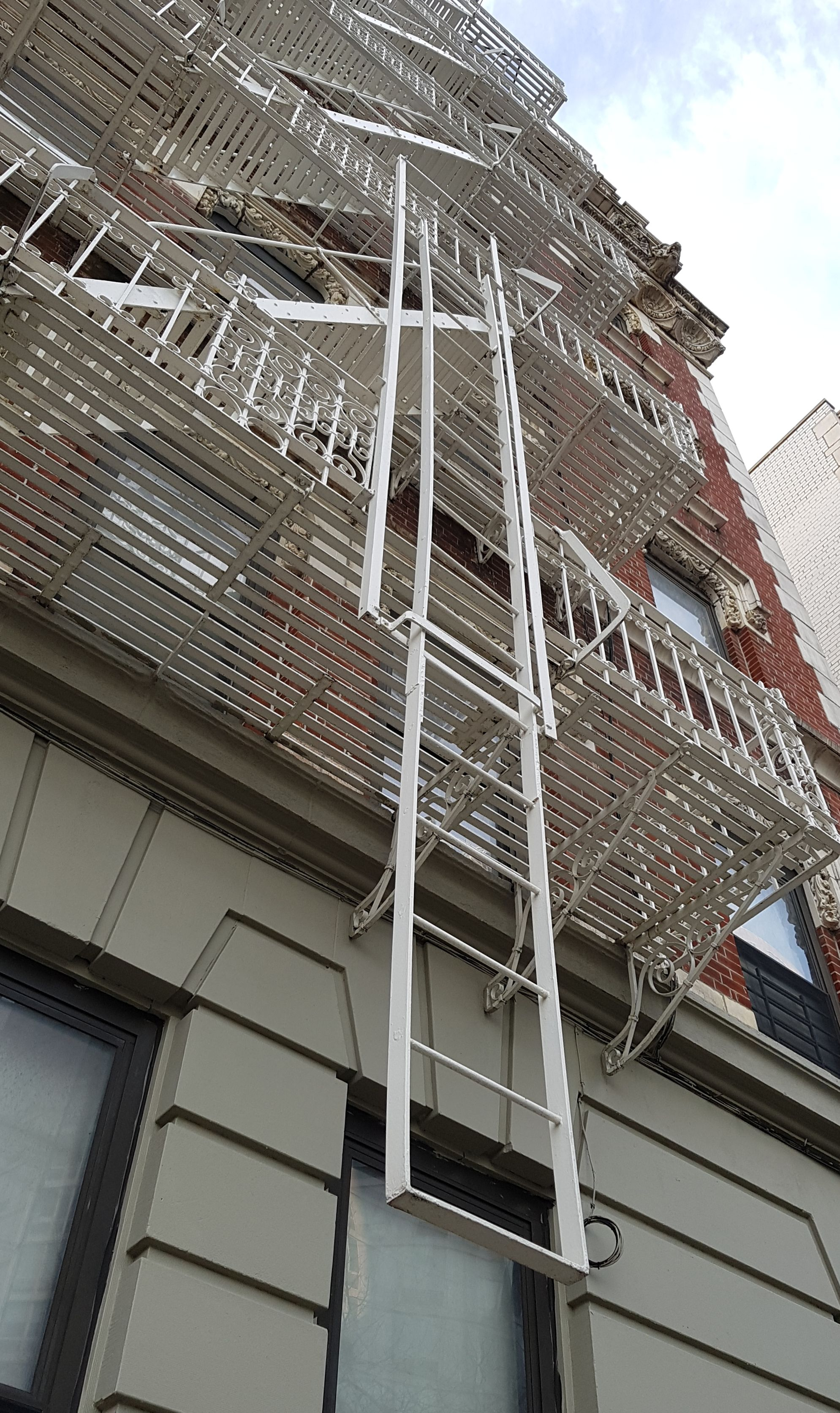
Escalera de incendios en Nueva York.

Las escaleras rígidas se hicieron originalmente de madera, pero en el siglo XX el aluminio se hizo más común debido a su peso más ligero. Las escaleras con montantes de fibra de vidrio se utilizan para trabajar en o cerca de cables eléctricos aéreos, porque la fibra de vidrio es un aislamiento eléctrico. Henry Quackenbush patentó la escalera de extensión en 1867.

### Escaleras flexibles

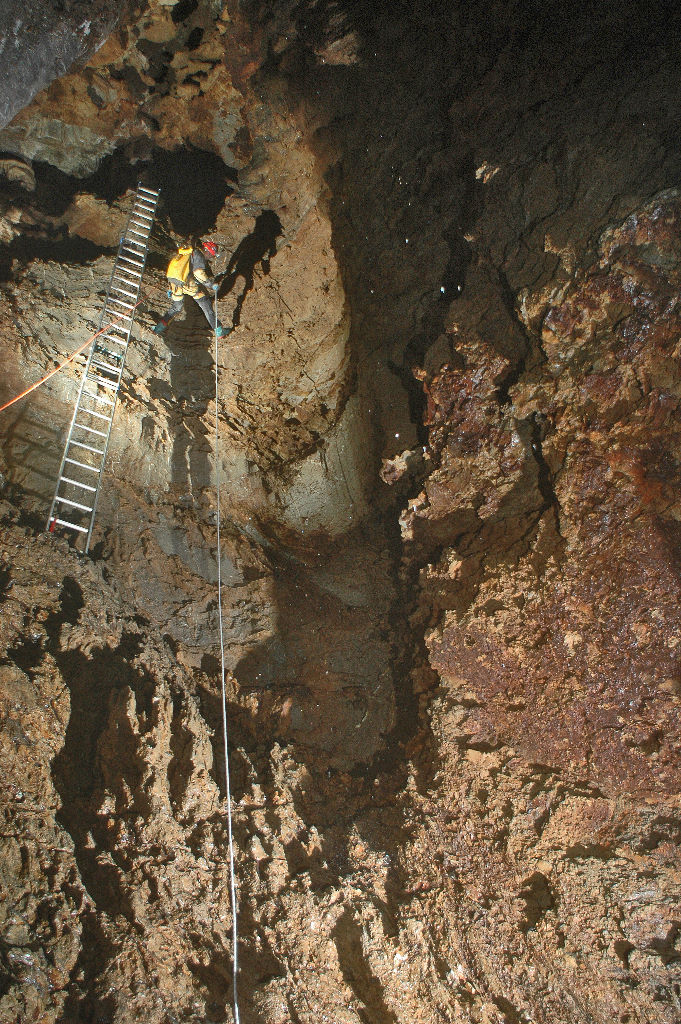
Una escalera de aluminio utilizada en la Cueva Riverbend, 2006

- Escaleras de cuerda o escaleras de Jacob se utilizan cuando el espacio de almacenamiento es extremadamente limitado, el peso debe mantenerse al mínimo, o en instancias donde el objeto a escalar es demasiado curvo para usar un escalera rígida. Pueden tener peldaños rígidos o flexibles. Subir una escalera de cuerda requiere más habilidad que subir una escalera rígida, porque la escalera tiende a balancearse como un péndulo. Las escaleras de Jacob que se usan en un barco se usan principalmente para emergencias o para acceso temporal al lateral de un barco.[8] Las escaleras de alambre de acero y aluminio se utilizan a veces en espeleología vertical, habiéndose desarrollado a partir de escaleras de cuerda con peldaños de madera. Las escaleras flexibles también se utilizan a veces como escaleras de baño en barcos.

## Usos
Las escaleras disipadoras son escaleras portátiles construidas según el estándar ESD (descarga electrostática). La descarga electrostática es un fenómeno natural en el que la electricidad pasa a través del cuerpo u otros conductores y se descarga sobre algún objeto. Por ejemplo, el impacto que a veces se siente cuando se toca el pomo de una puerta es un ESD. Esta ocurrencia natural es un tema muy importante en el campo del ensamblaje de componentes electrónicos debido a los costosos daños que las ESD pueden causar a los equipos electrónicos sensibles. Las escaleras disipadoras son escaleras con resistencia eléctrica controlada: la resistencia ralentiza la transferencia de carga de un punto a otro, ofreciendo mayor protección durante eventos ESD: ≥10 5 y <10 12 Ω / cuadrado.
Escaleras de embarque y de piscina, también de baño y de buceo. Se puede usar una escalera en el costado o en la popa de un bote, para subir a él desde el agua, y en una piscina, para subir y, a veces, adentro. Las escaleras para piscinas generalmente están hechas de plástico, madera o peldaños de metal con un superficie superior texturizada para agarre y rieles de metal en los lados para soportar los escalones y como pasamanos para el usuario, y generalmente se fijan en su lugar. Las escaleras de embarque para embarcaciones pueden ser fijas, pero generalmente son portátiles y, a menudo, se pliegan cuando no se usan para evitar que se arrastren cuando están en camino. Las escaleras de embarque también se pueden utilizar para otros tipos de vehículos, o los escalones de embarque que están soportados directamente por la estructura del vehículo.

## Seguridad

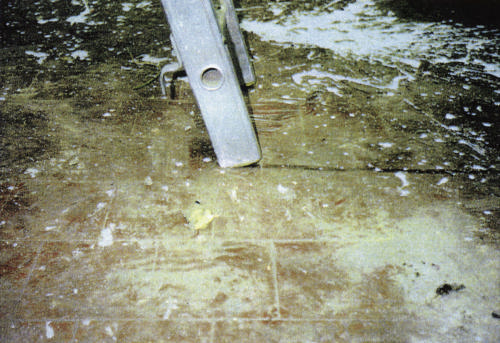
Marca del resbalón de una escalera defectuosa.

Configuración segura de una escalera inclinada

La lesión más común que sufren las personas que utilizan escaleras son los hematomas por caerse de una escalera, pero las fracturas óseas son comunes y también es probable que se produzcan lesiones en la cabeza , según la naturaleza del accidente.
Las escaleras pueden causar lesiones si se resbalan en el suelo y se caen. Para evitar esto, suelen tener patas de plástico o almohadillas de base que aumentan la fricción con el suelo. Sin embargo, si el plástico está muy desgastado, el aluminio puede entrar en contacto con el suelo, aumentando la posibilidad de un accidente. Los estabilizadores de escalera también están disponibles para aumentar el agarre de la escalera en el suelo. Uno de los primeros estabilizadores de escalera o pies de escalera se ofreció en 1936 y hoy en día son equipo estándar en la mayoría de las escaleras grandes.
Un soporte de escalera, es un dispositivo que se coloca en la parte superior de una escalera para mantenerla alejada de la pared. Esto permite que la escalera despeje obstáculos colgantes, como los aleros de un techo, y aumenta la altura de trabajo segura para una longitud determinada de escalera debido a la mayor distancia de separación de los dos puntos de contacto en la parte superior de la escalera.
Se ha vuelto cada vez más común proporcionar puntos de anclaje en edificios a los que se pueda unir el peldaño superior de una escalera extensible, especialmente para actividades como la limpieza de ventanas, especialmente si un compañero de trabajo no está disponible para "apoyar" la escalera. El pie se produce cuando otro trabajador se para en el peldaño más bajo y, por lo tanto, proporciona una estabilidad mucho mayor a la escalera cuando se usa. Sin embargo, colocar el pie en una escalera debe considerarse el último recurso para una ubicación segura. El punto de anclaje suele ser un anillo cementado en una ranura en la pared de ladrillo al que se pueden unir los peldaños de una escalera con una cuerda, por ejemplo, o un mosquetón.
Si una escalera inclinada se coloca en el ángulo incorrecto, el riesgo de caída aumenta considerablemente. El ángulo más seguro para una escalera es 75,5 °; si es demasiado poco profunda, la parte inferior de la escalera corre el riesgo de resbalarse, y si es demasiado empinada, la escalera puede caer hacia atrás. Este ángulo se logra siguiendo la regla de 4 a 1 para una escalera colocada en una pared vertical: por cada cuatro pies de altura vertical, el pie de la escalera debe moverse un pie de la pared. Ambos escenarios pueden causar lesiones importantes y son especialmente importantes en industrias como la construcción, que requieren un uso intensivo de escaleras.

## Clases de escalera
La Unión Europea y el Reino Unido establecieron un sistema de certificación de escaleras (clases de escaleras) para cualquier escalera fabricada o vendida en Europa. Las clases de certificación se aplican únicamente a escaleras que son portátiles, como escaleras de tijera y escaleras de extensión, y se dividen en tres tipos de certificación. Cada certificación de escalera está codificada por colores para indicar la cantidad de peso que la escalera está diseñada para soportar, la clase de certificación y su uso. El color de la etiqueta de seguridad especifica la clase y el uso.
- Escalera de clase 1: para usos industriales pesados, carga máxima de 175 kg. Azul codificado por colores para identificar.
- Escaleras de clase EN131: para usos comerciales, carga máxima de 150 kg. Sin código de color específico.
- Escaleras de clase III: para usos domésticos ligeros, carga máxima de 125 kg. Rojo codificado por colores para identificar.[12]

## Sociedad y cultura
Una superstición común en los países de habla inglesa es que caminar debajo de una escalera se considera mala suerte. Algunas fuentes afirman que esto se debe a la imagen de una escalera apoyada contra una pared que se parece a una horca. mientras que otros lo atribuyen a las tradiciones del antiguo Egipto que involucran pirámides y triángulos que representan la trinidad de los dioses, y pasar a través de la forma triangular hecha por una escalera contra una pared fue visto como profanación. Las escaleras también se han relacionado con la crucifixión de Cristo, y el autor y científico Charles Panati señaló que muchos creen que una escalera descansaba contra el crucifijo del que colgaba Cristo, convirtiéndolo en un símbolo de maldad, traición y muerte. En los medios cómicos para niños, la imagen de un personaje que camina debajo de una escalera como causa o resultado de la mala suerte se ha convertido en un tropo común.